# كيم كولينز
كيم كولينز (بالإنجليزية: Kim Collins)‏ (مواليد 5 أبريل 1976 من سانت كيتس ونيفيس ) عداء سباقات المضمار والميدان المتخصص في سباق 100 متر و سباق 100 متر تتابع , مثل بلده في دورة الألعاب الأولمبية الصيفية في أربع مناسبات بين عامي 1996 و 2008، لم يشارك كيم في دورة الألعاب الأولمبية الصيفية 2012 في لندن حيث استبعد بطل العالم السابق من بعثة بلاده المشاركة في الدورة بسبب مخالفته تعليمات البعثة وقيامه بزيارة زوجته وقضاء ليلة معها في أحد الفنادق بالعاصمة البريطانية لندن

## وصلات خارجية
- كيم كولينز على موقع الاتحاد الدولي لألعاب القوى (الإنجليزية)
- كيم كولينز على موقع الدوري الماسي (الإنجليزية)
- كيم كولينز على موقع اللجنة الأولمبية الدولية (الإنجليزية)
- كيم كولينز على موقع أوليمبيديا (الإنجليزية)